# Senad Lulić
Senad Lulić (Mostar, 18 de janeiro de 1986) é um ex-futebolista bósnio que atuava como meia. 

## Seleção Nacional
Estreou pela Seleção Bósnia principal em 1 de junho de 2008 em partida amistosa contra o Azerbaijão. Participou da Copa do Mundo FIFA de 2014.

## Títulos
Lazio
- Coppa Italia: 2012–13, 2018–19
- Supercopa da Itália: 2017,  2019